# MTS Cup
Il MTS Cup è un torneo professionistico di tennis giocato su campi in terra rossa. Fa parte dell'ITF Women's Circuit. Si gioca annualmente a Erevan in Armenia.

## Albo d'oro

### Singolare
| Anno | Campionessa | Finalista             | Punteggio   |
| ---- | ----------- | --------------------- | ----------- |
| 2011 | Julia Cohen | Andrea Koch-Benvenuto | 7–6(6), 6–2 |

### Doppio
| Anno | Campionesse                   | Finaliste                     | Punteggio |
| ---- | ----------------------------- | ----------------------------- | --------- |
| 2011 | Tatia Mikadze Sofia Shapatava | Elizaveta Jančuk Ol'ga Jančuk | 6–1, 6–4  |